# Pablo Pereda
Pablo Pereda González (Logroño, 1956 - Logroño, 24 de agosto de 2014) fue un médico cirujano por la Universidad de Zaragoza, especialista en biología y medicina del deporte por la Universidad de Burdeos, Francia, especialista en medicina de la educación física y deporte por la Universidad de Barcelona, doctor en antropología. En 1992 es nombrado miembro del Comité Científico de lectura y revisión científica para la revista francesa Medecine du Sport.También responsable de la revisión de textos en la Universidad de León dentro de la Cátedra de Actividad Física y Deporte.

## Biografía
Sus trabajos e investigaciones en rehabilitación a través del deporte en disminuidos y enfermos de VIH han sido publicados en congresos y revistas científicas. Por su contribución internacional a la mejora de la calidad de vida de los disminuidos físicos y enfermos de SIDA se le concedió el Libro de Oro del Comité Olímpico Internacional. Propuesto por la Universidad de Valladolid y por la Universidad de La Rioja fue nominado al Premio Nobel Alternativo en los años 2003 y 2004. Dirige la Clínica Pereda y mantiene un convenio de colaboración docente con la Universidad de Valladolid.
Además del ejercicio de su profesión se desarrolla como antropólogo, escritor, pintor y autor teatral.

## Actividad profesional
Entre 1989 y 1992, en su etapa al frente del Centro Tecnificación Deportiva dependiente de la comunidad autónoma de La Rioja, promovió la creación de federaciones deportivas para minusválidos y diseñó un plan de trabajo para la formación de técnicos en deporte adaptado hasta entonces inexistente. Adaptó el Karate-Do para ser practicado como deporte, como forma de integración y como método de salud. Con el apoyo del Comité Paralímpico Barcelona 92, la Sociedad Internacional de Rehabilitación y de Federaciones Internacionales diseñó el programa Master en Deporte Especial y creó las primeras titulaciones internacionales como «entrenador de Karate Adaptado».
Pereda ha publicado propuestas de rehabilitación a través del Deporte en Congresos Internacionales Paralímpicos:
- I Congreso Internacional Paralímpico Barcelona 92[12]
- World Congress Disability Paralimpyc Games Atlanta 96[13]
- Scientific Congress Paralympic Games Sydney 2000[14]

Su labor investigadora fue publicada en la revista de la Mutualidad General Deportiva, órgano dependiente del Consejo Superior de Deportes.
La Universidad San Carlos de Guatemala recoge una tesis doctoral para la creación de un departamento de terapia ocupacional y recreativa para niños enfermos de cáncer sobre la base de las investigaciones de Pereda. Consiguió que, por primera vez en la historia, el Karate fuese presentado en unos Juegos Paralímpicos (Barcelona 92) como demostración y unos días antes en el Congreso Científico como método terapéutico. En 1998 la Organización Mundial de la Salud apoyó su programa de formación de técnicos al igual que la UNESCO. Su propuesta integradora, deportiva y sobre todo de salud se había extendido hacia los enfermos de VIH. Fue reconocido por dirección de la organización médica FEMEDE.
En el año 2003 recibe la nominación y posterior candidatura al Premio Nobel Alternativo por su labor en la rehabilitación de minusválidos e inmunodeprimidos a través del deporte

### Trabajos de investigación
- Fracturas por estrés del escafoides en guardametas.Archivos medicina del deporte n.º 4 año 19894

- Estudio de la incidencia del peso de los pasos de Semana Santa en los porteadores. Repercusiones cardiovasculares y musculoesqueléticas.Medecine et Sport .1 de abril de 1991 Nueva Rioja

- Lumbalgia atlética micro traumática Universidad Barcelona 8 mayo de 19921Libro ponencias II Congreso SEMED

- Ken Jutsu y Sofrología El wakizashi –wa-rey -ryu pag 133-144ISBN 84-203-0411-5

- Estudio anatómico y fisiológico del practicante de esgrima y arco.Ken el arte que cautiva .Pag 61-100ISBN 84-203-0367-4

- Lesiones musculares clasificación funcional según criterios de Medicina Ortopédica Prevenir revista MGD diciembre de 2005 año 8 nº22Pags.24 –34

- Estudio a doble ciego sobre la efectividad de Zanuzella-Zym como oxigenador celular en la capacidad física de un grupo de Atletas y sobre un caso de imunodeficiencia. 2002Vademecun Biomezell -Fuenlabrada Madrid

- Miembro fantasma. Teoría del isocortex motor.Universidad Complutense MadridRevista Sep 1992

## Obras

### Literaria
Ha escrito numerosos artículos universitarios y 15 libros entre los que destacan El mundo mágico de Matsu Higa y El Mundo Mágico de Otei Hiruma, ambos presentados en el afamado círculo intelectual del Centro Riojano de Madrid. Karaterapia - Movimientos que curan. Como dramaturgo es autor de varias obras de teatro, cuatro de ellas representadas: Kata & Cata —representada en la Necrópolis de Remelluri—, Inocentes, Monólogo para una actriz, El sueño de Shiduri representada en el Museo Würth de Arte Contemporáneo y Cuando los ojos brillan —obra que posibilitó que los ciegos pudiesen acudir al teatro ya que la representación es en completa oscuridad—.

### Artística
Ha realizado varias exposiciones de pintura totalmente innovadoras. Creador del movimiento Shodo Art caracterizado por el cromatismo de los trazados clásicos orientales y su gran tamaño expuso durante el mes de febrero de 2003 en la Fundación La Merced de La Rioja También sus libros El Arte De la Mano Vacía y Matsuri Budooshu han sido ilustrados con esa técnica http://www.rioja2.com/n-32670-701-Aire_oriental_vino_Rioja siendo uno de los precursores de la pintura con vino. ha dotado a su obra de volumen que la hace más viva.Su obra estuvo expuesta en la Sala de Exposiciones de la Caja Laboral de Logroño y en la Cofradía del Vino de Rioja durante el año 2010 http://www.mundovino.net/videos/cofradia-vino-de-rioja-exposicion-de-pintura-con-vino-de-pablo-pereda.

## Distinciones

### Reconocimientos y premios

#### Medicina e Investigación
- Miembro del Comité de Honor del I Congreso Mundial de Nutrición Deportiva 1991 presidido por Grande Covian.

- Libro de Oro del Comité Olímpico internacional 1990.

- Candidato Premio Reina Sofía de Solidaridad Social 1992 a propuesta de la Organización Nacional de Ciegos.

- Candidato Premio Nobel Alternativo años 2003-2004.

- Posee tres Galardones Nacionales al Mérito e Investigación Deportiva entregados por la revista InterGyms (1999-2000-2001)

#### Literatura y Dramaturgia
- Premio Fundación Bell de Antropología por su obra El Mundo Mágico de Matsu Higa

- Nominado a los Premios Max de Teatro en 2009 y 2010 como autor y director.

## Fallecimiento
El Doctor Pereda falleció el 24 de agosto de 2014, a los 57 años de edad.